# 休梅克冰原島峰
75°33′S 140°5′W / 75.550°S 140.083°W
休梅克冰原島峰（英語：Shoemake Nunatak）是南極洲的冰原島峰，位於瑪麗伯德地，處於比利海崖以西的伊克斯山脈西南端，由美國探險隊拍攝照片，現時由南極條約體系管理。